# Divizia 1 Infanterie bulgară (1916-1918)
Divizia 1 Infanterie bulgară a fost una din marile unități operative ale Armatei Bulgariei, participantă la acțiunile militare de pe frontul român, în timpul Primului Război Mondial. În această perioadă, a fost comandată de generalul de brigadă Ianko Draganov.  :p. 185